# Ernest Mangnall
James Ernest Mangnall (ur. 4 stycznia 1866 w Bolton, zm. 13 stycznia 1932 w Lytham St Anne’s) – angielski trener piłkarski, jedyny menedżer w historii, który prowadził Manchester United i Manchester City.

## Kariera trenerska
Mangnall był pierwszym menedżerem w historii Manchesteru United. Łączył tę funkcję z pracą klubowego sekretarza. Przed przyjściem do Manchesteru prowadził Bolton i Burnley. Na Old Trafford pracował przez dziewięć lat (1903–1912) i doprowadził "Czerwone Diabły" do pierwszych sukcesów: zdobył Puchar Anglii (1909) oraz dwukrotnie mistrzostwo Anglii (1908, 1911) i Tarczę Wspólnoty (1908, 1911). Wraz z właścicielem klubu, J.H. Daviesem, przekształcił przeciętny, amatorski zespół w profesjonalną drużynę. W 1912 Mangnall niespodziewanie przeniósł się do lokalnego rywala klubu, Manchesteru City, gdzie pozostał do końca przejścia na emeryturę w 1924.

## Statystyki

### Prowadzone kluby
- Burnley F.C.: 1899–1903
- Manchester United: 1903–1912
- Manchester City: 1912–1924

### Sukcesy
Manchester United
- Mistrzostwo Anglii: 1908, 1911
- Puchar Anglii: 1909
- Tarcza Wspólnoty: 1908, 1911